# Dhompo
Dhompo is een bestuurslaag in het regentschap Pasuruan van de provincie Oost-Java, Indonesië. Dhompo telt 2001 inwoners (volkstelling 2010).